# Jerónimo Vidal
Jerónimo Vidal Torró (Alfarrasí, Valle de Albaida, 31 de julio de 1976) es un expiloto de motociclismo de velocidad español que compitió internacionalmente en el Mundial entre las temporadas 1997 al 2002. Fue Campeón de España de 125 cc en 1999.

## Trayectoria internacional
Debutó en el Campeonato del Mundo la temporada de 1997 pilotando una Aprilia en la categoría de 125cc gracias a un wild card para participar en el Gran Premio de España.
En 1998, compitió durante toda la temporada con la Aprilia a la misma categoría, acabando en 26.ª posición final, siendo decimosexto la temporada siguiente.
En la temporada 2000 cambió a 250cc, acabando en 37.º en la clasificación final, y 25.º en 2001.
Ya en 2002 pasó a competir en el Campeonato del Mundo de Superbike con una Honda VTR 1000 SP1 del equipo White Endurance, corriendo dos pruebas como piloto de reemplazo. Acabó la temporada en el cuadragésimo lugar final, gracias al decimoquinto de la primera carrera del Gran Premio de los Países Bajos en Assen.

## Resultados en el Campeonato del Mundo
Sistema de puntuación de 1993 hasta 2022:
| Posición | 1.º | 2.º | 3.º | 4.º | 5.º | 6.º | 7.º | 8.º | 9.º | 10.º | 11.º | 12.º | 13.º | 14.º | 15.º |
| Puntos   | 25  | 20  | 16  | 13  | 11  | 10  | 9   | 8   | 7   | 6    | 5    | 4    | 3    | 2    | 1    |

#### Carreras por Año
| Año      | Cat.  | Moto    | 1      | 2       | 3       | 4       | 5      | 6       | 7      | 8       | 9       | 10      | 11      | 12      | 13      | 14      | 15      | 16      | 17 | Pts. | Pos. |
| -------- | ----- | ------- | ------ | ------- | ------- | ------- | ------ | ------- | ------ | ------- | ------- | ------- | ------- | ------- | ------- | ------- | ------- | ------- | -- | ---- | ---- |
| 1997     | 125cc | Aprilia | MAL -  | JPN -   | ESP Ret | ITA -   | AUT -  | FRA -   | NED -  | IMO -   | GER -   | BRA -   | GBR -   | CZE -   | CAT -   | INA -   | AUS -   |         |    | 0    | -    |
| 1998     | 125cc | Aprilia | JPN -  | MAL -   | ESP 19  | ITA 16  | FRA 13 | MAD Ret | NED 20 | GBR Ret | GER Ret | CZE Ret | IMO Ret | CAT -   | AUS Ret | ARG Ret |         |         |    | 3    | 26.º |
| 1999     | 125cc | Aprilia | MAL 5  | JPN Ret | ESP 6   | FRA 14  | ITA 12 | CAT Ret | NED 17 | GBR 15  | GER 16  | CZE 17  | IMO 18  | VAL Ret | AUS 7   | RSA 10  | BRA 12  | ARG Ret |    | 47   | 16.º |
| 2000     | 250cc | Aprilia | RSA -  | MAL -   | JPN -   | ESP 22  | FRA -  | ITA -   | CAT 14 | NED -   | GBR -   | GER 26  | CZE Ret | POR Ret | VAL Ret | BRA 21  | PAC DNQ | AUS Ret |    | 2    | 37.º |
| 2001     | 250cc | Aprilia | JPN 18 | RSA 16  | ESP 17  | FRA Ret | ITA 15 | CAT Ret | NED 9  | GBR Ret | GER 13  | CZE 22  | POR 15  | VAL 18  | PAC Ret | AUS 15  | MAL 19  | BRA -   |    | 13   | 25.º |
| Fuentes: |       |         |        |         |         |         |        |         |        |         |         |         |         |         |         |         |         |         |    |      |      |

| Color     | Resultado                                                               |
| --------- | ----------------------------------------------------------------------- |
| Oro       | Ganador                                                                 |
| Plata     | 2.ª plaza                                                               |
| Bronce    | 3.ª plaza                                                               |
| Verde     | Finalizó en los puntos                                                  |
| Azul      | Finalizó sin puntos                                                     |
| Azul      | NC - No clasificado                                                     |
| Violeta   | Ret - No terminó (Carrera)                                              |
| Rojo      | DNQ - No se clasificó                                                   |
| Negro     | DSQ - Descalificado                                                     |
| Blanco    | DNS - No empezó (carrera)                                               |
| Blanco    | WD - Retirado (fin de semana)                                           |
| Blanco    | C - Carrera cancelada                                                   |
| Sin color | DNP - Inscrito pero no participó                                        |
| Sin color | INJ - Lesionado                                                         |
| Sin color | EX - Excluido                                                           |
| Estado    | Resultado                                                               |
| Negrita   | Pole position                                                           |
| Cursiva   | Vuelta rápida                                                           |
| †         | Abandona, pero clasifica al completar el porcentaje requerido para ello |